# Synothele howi
Synothele howi là một loài nhện trong họ Barychelidae. Loài này phân bố ờ Tây Úc.